# Dudince
Dudince (avant 1927 Ďudince, allemand : Dudintze, hongrois : Gyűgy) est une ville thermale du sud de la Slovaquie, dans la région de Banská Bystrica, qui compte 1 500 habitants. Elle est surtout connue pour ses sources d'eau thermale et ses spas.

## Histoire
La première mention écrite de la ville date de 1284.

## Démographie

### Évolution de la population
| Année:               | 1994. | 2004.   | 2014.   | 2024.   |
| -------------------- | ----- | ------- | ------- | ------- |
| Nombre de personnes: | 1591  | 1521    | 1444    | 1362    |
| Différence:          |       | -4,39 % | -5,06 % | -5,67 % |

| Année:               | 2023. | 2024.   |
| -------------------- | ----- | ------- |
| Nombre de personnes: | 1376  | 1362    |
| Différence:          |       | -1,01 % |